# گلوجه (نیر)
گلجه یک روستا در ایران است که در دهستان دورسون خواجه واقع شده‌است. گلجه ۱۵۲ نفر جمعیت دارد.گلجه یکی از روستاهای زیبای شهرستان نیر در استان اردبیل هست که زیبای آن رو میتوان به شرایط جغرافیایی خاص این روستا نسبت داد چرا  که از شرق به کوه که نام محلی آن قاباخ داغ است منتهی می شود و از غرب به رودخانه معروف به گلجه چایع منتهی می‌شود. گلجه دارای آب و هوای با زمستان های سرد و تابستان معتدل و خنک می باشد.
این روستا در خرداد ماه بسیار دیدنی بوده و گردشگران علاقمند به کوه و رودخانه می توانند از سفر به این روستا از این دو ویژگی روستا لذت ببرند.
روستای گلجه مردمانی بسیار خون گرم و میهمان نوازی دارد . بسیاری از ساکنان این روستا بدلیل کمبود منابع رفاهی و مهمتر از همه بدلیل عدم درآمد کافی اقدام به مهاجرت به کلان شهرها می کنند.شغل بیشتر ساکنان این روستا کشاورزی و دامداری است که در تابستان به سبک عشایر عدی از دامداران این روستل به مناطق ییلاقی خود که حدود 30کیلومتر از روستا فاصله دارد و در دامنه سرسبز سبلان است کوچ میکنند و تا سه ماه در ییلاقات خود به سر می برند.
همچنین این روستا قدمتی به بلندای تاریخ دارد چرا که مکان های باستانی ثبت شده از این روستا نشان می دهد که مردمانی در اطراف این روستا زندگی می کردند از جمله این مکان ها می توان به تپه بات بات و قلعه تقریبا ویران شده دیک داشلار اشاره کرد که با برسی باستان شناسان عنوان شده که احتمالاً به قبل از اسلام و به هنگام زندگانی اشکانیان یکی از حکومت های ایران باستان بر می گردد . متاسفانه حفاری های غیر مجاز از این مناطق باعث خروج اشیای تاریخی زیادی از این منطقه شده که می توانست ما رو در بدست آوردن اطلاعات دقیق از سرگذشت زندگی مردمان این نواحی بهتر یاری کند.